# 勝浦市立上野小学校
勝浦市立上野小学校（かつうらしりつ うえのしょうがっこう）は、千葉県勝浦市植野にある公立小学校。

## 通学地区
植野、赤羽根、中島、中里、台宿、大森、名木、上植野、小羽戸、貝掛、荒川、法花、南山田、守谷、鵜原、吉尾地域および、浜行川地域の一部。学校統合により通学地区が変更となった地域ではスクールバスを運行している。

## 歴史
- 1894年（明治27年）5月 - 植野尋常小学校開校
- 1900年（明治33年）4月 - 高等科併置され上野尋常高等小学校となる[3]
- 1941年（昭和16年）4月 - 上野国民学校となる
- 1947年（昭和22年）4月1日 - 学校教育法施行により上野村立上野小学校となる
- 1955年（昭和30年）2月11日 - 町村合併により勝浦町立上野小学校となる
- 1958年（昭和33年）10月 - 市制施行により勝浦市立上野小学校となる
- 2006年（平成18年）4月1日 - 名木小学校、荒川小学校を統合
- 2016年（平成28年）4月1日 - 清海小学校を統合